# I Fell in Love
"I Fell in Love" (em português:  Eu Me Apaixonei) é o primeiro single do álbum What Are You Lookin' at?, lançado pela cantora de dance-pop e freestyle Rockell em 1996. Nos Estados Unidos, a canção obteve moderado sucesso, alcançando a posição #61. No Canadá a canção obteve melhores resultados, alcançando a posição #8 no Canadian Singles Chart em 1997.

## Faixas
CD Maxi-single
| N.º | Título                              | Duração |  |
| 1.  | "I Fell in Love" (Radio Version)    | 4:32    |  |
| 2.  | "I Fell in Love" (Extended Version) | 6:23    |  |
| 3.  | "I Fell in Love" (Instrumental)     | 3:43    |  |
| 4.  | "I Fell in Love" (House Mix)        | 4:08    |  |
| 5.  | "I Fell in Love" (Acappella)        | 4:45    |  |

## Posições nas paradas musicais
| Parada musical (1996/1997)                          | Melhor posição |
| --------------------------------------------------- | -------------- |
| Canadá - Canada RPM Dance/Urban                     | 4              |
| Canadá - Canadian Singles Chart                     | 8              |
| Estados Unidos - Billboard Hot 100                  | 61             |
| Estados Unidos - Hot Dance Music/Maxi-Singles Sales | 9              |
| Estados Unidos - Rhythmic Top 40                    | 15             |

| Parada de fim de ano (1997)             | Melhor posição |
| --------------------------------------- | -------------- |
| Canadá - Canada RPM Top 50 Dance Tracks | 35             |